# Emi Sagara
Emi Sagara (jap. さがら えみ Sagara Emi; ur. 25 sierpnia w prefekturze Fukushima) – japońska seiyū i aktorka dubbingowa.

## Role głosowe
- 1998: Wirtualna Lain
- 1998: DT Eightron – głos systemu
- 2000: InuYasha – gracz Kemari
- 2004–2005: Naruto – Mikoto Uchiha
- 2009: Kiddy Girl-and – lekarka
- 2009–2016: Naruto Shippūden – Mikoto Uchiha
- 2010: Working!! – klientka
- 2011: Tiger & Bunny – matka

## Dubbing
- 1999: Wspaniały
- 2000: Oszukać przeznaczenie
- 2000: Sezon rezerwowych
- 2001–2010: 24 godziny – Marian (sezon 1)
- 2002–2009: Bez śladu – Caleb
- 2003–2010: Dowody zbrodni
- 2004–2013: CSI: Kryminalne zagadki Nowego Jorku –
- 2005–2020: Zabójcze umysły –
  - Karen Garrett,
  - Susan Flack
- 2009: Niedościgli Jonesonowie
- 2009–2011: Siostra Hawthorne – Sara
- 2009–2016: Bananowy doktor – Claudette Von Jurgens
- 2009–2016: Żona idealna – Tammy
- 2010–: Obrońcy
- 2011–2013: Rodzina Borgiów